# Bengtsfors (Gemeinde)
Koordinaten: 59° 2′ N, 12° 14′ O

Bengtsfors ist eine Gemeinde (schwedisch kommun) in der schwedischen Provinz Västra Götalands län und der historischen Provinz Dalsland. Der Hauptort der Gemeinde ist Bengtsfors.

## Geschichte
Vor der Zusammenlegung von Älvsborgs län, Skaraborgs län und Göteborgs och Bohus län zu Västra Götalands län gehörte Bengtsfors zur Provinz Älvsborg.

## Orte
Diese Orte sind Ortschaften (tätorter):
- Bäckefors
- Bengtsfors
- Billingsfors
- Dals Långed
- Skåpafors